# Agrostis platensis
Agrostis platensis är en gräsart som beskrevs av Parodi. Agrostis platensis ingår i släktet ven, och familjen gräs. Inga underarter finns listade i Catalogue of Life.